# Piekiełko (województwo małopolskie)
Piekiełko – wieś w Polsce położona w województwie małopolskim, w powiecie limanowskim, w gminie Tymbark. W latach 1975–1998 miejscowość położona była w województwie nowosądeckim.

## Położenie
Miejscowość położona jest w dolinie rzeki Łososina, dolinie jego dopływu – potoku Bednarka oraz na stokach Zęzowa (705 m). Sąsiaduje z miejscowościami: Tymbark, Koszary, Rupniów i Pasierbiec. Przez Piekiełko przechodzi droga z Łososiny Górnej do Tymbarku.

## Części wsi
| SIMC    | Nazwa        | Rodzaj    |
| ------- | ------------ | --------- |
| 0466595 | Duchniki     | część wsi |
| 0466603 | Dwór         | część wsi |
| 0466610 | Góry         | część wsi |
| 0466626 | Jackówka     | część wsi |
| 0466632 | Kąciki       | część wsi |
| 0466649 | Kopana Droga | część wsi |
| 1050342 | Kucówka      | część wsi |
| 1050359 | Młynisko     | część wsi |
| 0466655 | Olejarnia    | część wsi |
| 0466661 | Podleszcze   | część wsi |
| 0466678 | Rojaki       | część wsi |
| 0466684 | Rola         | część wsi |
| 0466690 | Sowińskie    | część wsi |